# مارسیا هاینز
مارسیا الین هاینز (زاده ۲۰ ژوئیه ۱۹۵۳) خواننده و شخصیت تلویزیونی استرالیایی‌تبار آمریکایی است. هاینز اولین کار خود را در سن ۱۶ سالگی در تولید استرالیایی موزیکال مو انجام داد و پس از آن با نقش مریم مجدلیه در عیسی مسیح سوپراستار شناخته شد.
او در اواخر دهه ۱۹۷۰ با چندین تک آهنگ موفق، از جمله نسخه‌های کاور «آتش و باران»، «فقط نمی‌دانم با خودم چه کنم»، «تو» و «چیزی گم شده»، به بزرگ‌ترین موفقیت‌های تجاری خود به‌عنوان یک هنرمند ضبط دست یافت.
هاینز در بوستون، ماساچوست، از پدر و مادر جامائیکایی، یوجین و اسمرالدا هاینز متولد شد. یوجین زمانی که هاینز شش‌ماهه بود به دلیل عملیات برداشتن ترکش از زخم جنگی درگذشت. کالین پاول، وزیر امور خارجه سابق ایالات متحده و همچنین گریس جونز پسر عموهای او بودند.